# Серон де Нагима
Серон де Нагима (на испански: Serón de Nágima) е община, разположена в провинция Сория, автономна област Кастилия и Леон, Испания. Според преброяването от 2004 г. (Национален институт по статистика на Испания) общината има население от 254 жители.